# Ravenea hildebrandtii
Ravenea hildebrandtii là loài thực vật có hoa thuộc họ Arecaceae. Loài này được H.Wendl. ex C.D.Bouché miêu tả khoa học đầu tiên năm 1878.